# Wyedale
Wyedale es una variedad cultivar de ciruelo (Prunus domestica), de las denominadas ciruelas europeas.
Una variedad de ciruela de parentales desconocidos, criada en Swainton, Yorkshire, por el señor Tongdale.
Las frutas tienen un tamaño de medio de forma oval oblonga, con la piel color púrpura oscuro recubierta de una ligerísima capa de pruina, y pulpa de un color verde ambarino, textura firme a blanda, poco jugoso, o bastante harinosa con un sabor ácido, dulce aromático, pero no alcanza un nivel de variedad de postre fresco en mesa.

## Historia
'Wyedale' variedad de ciruela ', criada en Swainton, Yorkshire por el señor Tongdale. Le llamó la atención a los viveros de "Thomas Rivers" en  Sawbridgeworth Hertfordshire, Inglaterra (Reino Unido), y lo catalogaron por primera vez en 1869.
Ha sido descrita por:  1. Hogg Fruit Man. 732. 1884. 2. Garden 58:395. 1900. 3. Thompson Gard. Ass't 4:159. 1901.
'Wyedale' está cultivada en diversos bancos de germoplasma de cultivos vivos, tales como en National Fruit Collection (Colección Nacional de Fruta) de Reino Unido con el número de accesión: 1941-037 y Nombre Accesión : Wyedale. Recibido por "The National Fruit Trials" (Probatorio Nacional de Fruta) procedente del norte de Inglaterra, para evaluar sus características en 1941.

## Características
'Wyedale' es un árbol muy vigoroso y vital. Las ramas principales son de ángulo amplio. Es autofértil, la flor es medianamente grande y bien desarrollada. Es bastante tolerante a las heladas tardías durante la época de floración. Tiene un 10% de floración para el 17 de abril, para el 22 de abril 80% de floración y para el 6 de mayo el 90% de caída de pétalos.
'Wyedale' tiene una talla de tamaño medio, de forma oval oblonga, no simétrica y ligeramente irregular, con un peso promedio de 27,80gr; epidermis tiene una piel moderadamente gruesa, firme, de color púrpura oscuro casi negro cuando está completamente maduro, con una ligera capa de pruina blanquecina, con línea de sutura ligeramente pronunciada; pedúnculo de longitud medio 20,21mm, grueso, leñoso; pulpa de color verde ambarino, textura firme a blanda, poco jugoso, o bastante harinosa con un sabor ácido, dulce aromático, pero no alcanza un nivel de variedad de postre fresco en mesa.
Hueso no separable, grande compacto, alargado, asimétrico curvado, con el surco dorsal muy ancho y profundo, los laterales más superficiales, zona ventral sobresaliente, superficie rugosa.
Su tiempo de maduración varía según la región y las condiciones climáticas, maduración tardía en la tercera decena del mes de septiembre y primera de octubre. Las frutas son óptimas para procesamiento en compota.

## Usos
La temporada de maduración es tardía. Los frutos y tienen una excelente calidad destinada a la elaboración de compotas. Tiene un alto potencial de cultivo que también se manifiesta en los años con heladas tardías siempre que se apliquen todas las prácticas de cultivo.